# Hypochlorosis
Hypochlorosis is een geslacht van vlinders van de familie Lycaenidae.

## Soorten
- H. ancharia (Hewitson, 1869)
- H. antipha (Hewitson, 1869)
- H. batjana (Grünberg, 1916)
- H. buruana Holland, 1900
- H. florinda (Smith, 1896)
- H. humboldti (Druce, 1894)
- H. metilia (Fruhstorfer, 1908)
- H. obiana (Fruhstorfer, 1908)
- H. pagenstecheri (Ribbe, 1899)
- H. schneideri (Ribbe, 1899)
- H. turneri (Waterhouse, 1903)